# Burtrum
Burtrum är en ort i Todd County i Minnesota. Vid 2010 års folkräkning hade Burtrum 144 invånare.